# Паулу да Гама
Паулу да Гама (порт. Paulo da Gama; 1465, Оливенса — июнь 1499, Ангра-ду-Эроишму) — португальский мореплаватель, сын Эштевана да Гама и старший брат Васко да Гама.
Принимал участие в морской экспедиции, которая впервые в истории проплыла из Европы до Индии. В экспедиции, которой руководил Васко да Гама, Паулу командовал кораблём «Сан-Рафаэл» (порт. «São Rafael'»). Корабль был сожжён на обратном пути, после чего Паулу перешёл на «Сан-Габриэл» (порт. «São Gabriel»). На обратном пути в Португалию Паулу тяжело заболел — разные источники называют цингу, малярию или туберкулёз. Васко да Гама доставил Паулу на Терсейру, где оставался с ним до самой смерти. Только похоронив Паулу во францисканском монастыре Ангра-ду-Эроишму, Васко да Гама вернулся в Португалию.